# Straatlied

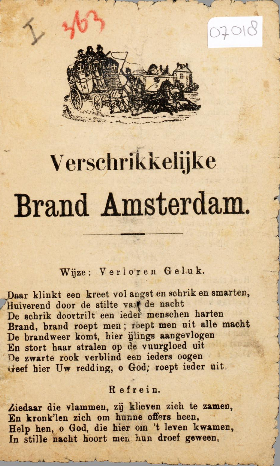
Liedblad met een typisch straatliedje (over een brand): 'Verschrikkelijke brand Amsterdam' (collectie Meertens Instituut).

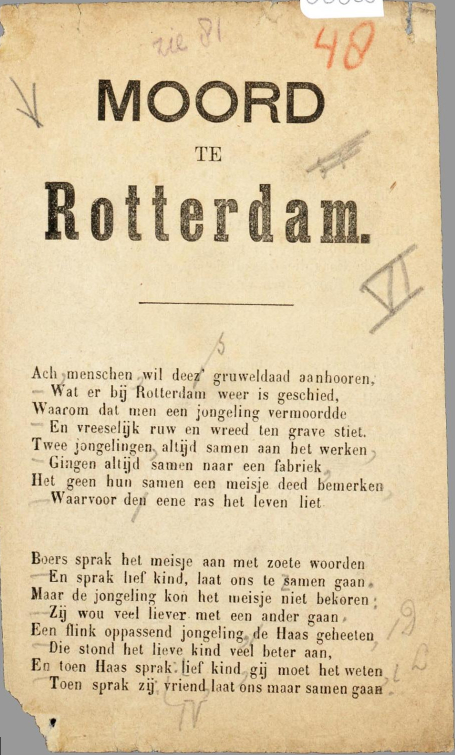
Liedblad met een typisch straatliedje (een moordlied): 'Moord te Rotterdam' (collectie Meertens Instituut).

Straatliederen zijn liedjes die werden gezongen en op losse liedbladen verkocht door straat- of marktzangers vanaf de zestiende tot en met begin twintigste eeuw.
Het straatlied wordt als genre onder het volkslied gerekend. De liedteksten werden vaak geschreven op bekende wijsjes (contrafacten). Op het liedblad werd meestal enkel de liedtekst afgedrukt met een wijsaanduiding.

## Soorten straatliederen
Straatliedjes kunnen inhoudelijk grofweg in twee groepen worden verdeeld: nieuws en vermaak.
Door middel van de liedjes werden het laatste nieuws, maatschappelijke ontwikkelingen en opmerkelijke nieuwtjes verspreid. Hieronder vallen bijvoorbeeld: het politieke lied, het moordlied, liedjes over oorlog, vrede, brand, natuurrampen, of dingen als de laatste mode of een nieuwigheid als de tram.
Daarnaast zongen straatzangers liedjes die verstrooiing en vermaak boden (waaronder ook reeds bekende volksliedjes), zoals: liefdesliedjes, verhalende liederen, drinkliederen, zeemansliederen, geestelijke liederen, spotliedjes, kluchtliedjes, enz.

## Straatzanger
Straatzangers of marktzangers, zoals ze in België werden genoemd, zongen en verkochten hun liederen op liedblaadjes, op straten, pleinen, markten en jaarmarkten, op de kermis of bij mensen aan de deur. Soms ging het om beroepszangers, soms om arme, werkeloze of gebrekkige mensen, die zo een karig inkomen probeerden te vergaren.
De straatzangers of marktzangers verspreidden enerzijds het laatste nieuws en boden anderzijds verstrooiing en vermaak. De liedzanger en tevens liedbladverkoper had vaak een oprolbare doek (een 'roldoek') naast zich hangen, waarop de inhoud van het lied was afgebeeld als een soort stripverhaal. De liedblaadjes werden verkocht voor een paar cent per stuk. De naam van de tekstdichter (soms een en dezelfde als de liedzanger) werd zelden op het liedblad afgedrukt.

## Invloed en teloorgang
In de 19e en 20e eeuw onderging het straatlied veranderingen, eerst door invloed vanuit operettes en opera's en later door liedjes uit de revue, het cabaret en filmmuziek. Daarnaast hebben straatliederen zelf ook invloed uitgeoefend op schlager, kleinkunst en levenslied.
Met de opkomst van radio en de lp vanaf de jaren 20 en 30 en de verbeterde nieuwsvoorziening door kranten, verloren straatliedjes in de eerste helft van de twintigste eeuw steeds meer aan betekenis.
Ondertussen werd er in het muziekonderwijs een nieuw soort lied geïntroduceerd aan de jeugd, dat het zingen van straatliedjes moest vervangen. De nieuwe liederen moesten waarden en normen bijbrengen, de jeugd opvoeden en beschaving verspreiden (op basis van de idealen van de Verlichting). Dit leidde onder meer tot het schoolliedboek Kun je nog zingen, zing dan mee (1e druk 1906).

## Verzamelingen en uitgaven
De twee grootste verzamelingen liedbladen zijn de Collectie liedbladen Moormann en de Collectie liedbladen Wouters. Deze verzamelingen liedblaadjes met straatliederen worden bewaard door Koninklijke Bibliotheek en het Meertens Instituut. Ze zijn ontsloten in het Geheugen van Nederland en in de Nederlandse Liederenbank.

### Collecties liedbladen met straatliedjes
- Collectie liedbladen Moormann, ruim 1200 liedbladen (Meertens Instituut)
- Collectie liedbladen Wouters, ruim 4300 liedbladen (KB en Meertens Instituut)
- Collectie liedbladen, Erfgoedbibliotheek Hendrik Conscience (Antwerpen)[5]
- Verzameling volks- en straatliedjes, Collectie Nijhoff, ca. 380 liedjes (UB Leiden)[6]
- Collectie Gijsbers, ong. 160 liedbladen (Meertens Instituut)[7]
- Collectie Karremans, ong. 100 liedbladen (Meertens Instituut)[8]
- Liedbladen gedrukt door Van Paemel, Gent, ong. 50 liedbladen (Koninklijke Bibliotheek)[9]

### Liedboeken met straatliedjes
- De kist van Pierlala. Straatliederen uit het geheugen van Nederland, red. L.P. Grijp en M. de Bruin (2006)
- Het straatlied, liedboek met straatliederen, samengesteld door Wouters en Moormann (1933)
- De Schreeuwende kat-soe, Op zyn wagen. Pak maar weg, Stuk voor Stuk, Voor vier Stuyvers. Zingende de Aldernieuwste Liederen die Hedendaags gesongen worden (Amsterdam, 1751-1800)
- De vrolyke kramer, met Klyn Jans pleizierig en vermakelyk mars-dragend hondje. Bestaende in de aangenaamste Gezangen, op de Nieuwste en hedendaagsche Voizen (Amsterdam, ca. 1780)